# Inés Soria
Inés Soria Encarnación (Zaragoza, 6 de mayo de 1974) es una jueza y magistrada española.
Fue Decana de los Juzgados de Baracaldo (2016-2022) y miembro electo de la Sala de Gobierno del Tribunal Superior de Justicia del País Vasco (2014-2024).

## Biografía
Se licenció en Derecho en la Universidad de Zaragoza. Aprobó las oposiciones a la carrera judicial en 2001, con 26 años. Se incorporó activamente a la carrera judicial en 2003 con su primer destino como jueza del juzgado de Santoña número 1 (Cantabria).
En el año 2007 fue destinada a Baracaldo (Vizcaya). En el año 2016 fue elegida Decana de los Juzgados de Baracaldo, sucediendo al magistrado Juan Carlos Mediavilla. En el año 2020 volvió a ser elegida por otro mandato al frente de los juzgados de Baracaldo. En 2022 abandonó los juzgados de Baracaldo y se hizo cargo del Juzgado de Primera Instancia número 2 de Bilbao.
Es miembro de la asociación judicial Juezas y Jueces para la Democracia (JJpD) y ha formado parte de la comisión permanente de la asociación en numerosas ocasiones.
En 2014 fue elegida miembro electo de la Sala de Gobierno del Tribunal Superior de Justicia del País Vasco para el mandato 2014-2019 en representación de Juezas y Jueces para la Democracia. En 2019 volvió a ser elegida miembro electo de la Sala de Gobierno del Tribunal Superior de Justicia del País Vasco hasta 2024.

### Asesora de Instituciones Penitenciarias
En 2024 fue nombrada Asesora de Instituciones Penitenciarias del Gobierno Vasco por la consejera de Justicia María Jesús San José (PSE-EE), relevando al juez Jaime Tapia. Para ello Soria pasó a servicios especiales (excedencia).
Como asesora penitenciaria, un puesto con rango de viceconsejera, entre sus funciones están la de sentar las bases del modelo penitenciario del País Vasco o la de la redacción de una relación de puestos de trabajo para el personal de las prisiones.